# Мандане от Мидия
Мандан (Mandane, Mandana; * ок. 584 пр.н.е.) е мидийска принцеса, съпруга на персийския цар Камбис I и майка на Кир II, наричан Кир Велики.
Според Херодот тя е дъщеря на Астиаг, цар на Мидия и Ариенис, дъщеря на лидийския цар Алиат II от династията Мермнади и сестра на цар Крез. Нейният баща, според Херодот, има странен сън и от страх за трона си я омъжва не за медиец, а за персийския васален княз Камбис I, цар на Аншан (в Иран) от 600 до 559 пр.н.е., от династията Ахемениди и тя ражда Кир II. Когато забременява баща ѝ има отново сън и баща ѝ я взема в къщи. Той нарежда на Харпаг да убие новородения Кир, но той е спасен и по-късно сваля дядо си Астиаг от трона.